# Organisation patronale
 (juin 2023).
Une organisation patronale ou syndicat patronal est un groupement volontaire et privé d'entrepreneurs, appartenant en général au même secteur ou à la même famille de produits, dont le but est la défense des intérêts de ses membres. 
Il ne doit pas être confondu avec un ordre professionnel.
Il peut être considéré comme une entente illicite[réf. nécessaire].

## Europe

### Allemagne
En Allemagne, le patronat est représenté par 3 organisations :
- Bundesverband der Deutschen Industrie (BDI)
- Bundesvereinigung der Deutschen Arbeitgeberverbände (BDA)
- Deutscher Industrie- und Handelskammertag (DIHK, ex-DIHT)

Chacune de ces organisations patronales exerce un rôle spécifique. Le BDA coordonne les négociations de conventions salariales conclues au niveau régional entre syndicats et organisations patronales de branche. Le BDI représente les intérêts de l'industrie. Le DHIK (Confédération des chambres de commerce et d'industrie), auquel toutes les entreprises du pays sont obligées d'adhérer, défend les intérêts des entreprises auprès de l'Etat fédéral, des länder et des communes.
Cette triple organisation représentait une charge importante pour les entreprises allemandes en 1997 (3,5 milliards de marks par an en cotisations) et se révélait régulièrement source de conflits en raison de positions divergentes.
Le BDI et le BDA sont membres de BusinessEurope.

### Autriche
- Industriellenvereinigung

### Belgique
- Fédération des entreprises de Belgique (FEB)
- Union des classes moyennes (UCM)
- Unie van Zelfstandige Ondernemers (UNIZO)
- Union des entreprises à profit social (UNISOC)

### Danemark
Les années 2000 ont vu une phase de restructuration du mouvement patronal au Danemark. Celle-ci a démarré en 1989 avec un processus de fusions qui a vu en 20 ans le nombre de fédérations d'employeurs passer de 150 à 13, d'une taille et d'une efficacité plus importantes.
La Confédération des Employeurs danois (en danois : Dansk Arbejdsgiverforening, abrégé DA) a été créé en 1996 pour répondre à l'organisation du mouvement ouvrier, celle-ci regroupe les fédérations d'employeurs du secteur privé pour l’industrie, les services et l’artisanat, qui emploient près de 60 % des salariés dans le pays. A ce titre, elle participe aux négociations sociales avec les syndicats de salariés,. DA est membre de BusinessEurope.
La Confédération de l'Industrie danoise (en danois : Dansk Industri, abrégé DI) est l'organisation la plus importante de la Confédération des Employeurs danois. Les conventions conclues par la DI couvrent plus de 50% des salariés dans le domaine de la DA. DI est membre de BusinessEurope.
Autres organisations patronales :
- Sammenslutningen af Landbrugets Arbejdsgiverforeninger (SALA)
- Finanssektorens Arbejdsgiverforening (FAnet)

### Espagne
- Confederación Española de Organizaciones Empresariales (CEOE)
- Confederación Española de la Pequeña y Mediana Empresa (CEPYME)

### France
Créé en 1998, le Mouvement des entreprises de France (Medef) a succédé au Conseil national du patronat français créé après la Seconde Guerre mondiale pour représenter les intérêts des dirigeants d'entreprises français. L'organisation patronale recense 123 387 adhérents et copilote avec les partenaires sociaux les instances partiaires telles que l'Unedic (chômage) et l'Agic-Arrco (retraites complémentaires). Elle négocie des accords au niveau dans tous les champs du social. Le Medef est constituée des différentes fédérations professionnelles qui définissent également les droits des salariés travaillant dans ces branches en lien avec les autres partenaires sociaux. Le Medef est membre de BusinessEurope.
La Confédération des petites et moyennes entreprises (CPME) assure en France la représentation des petites et moyennes entreprises.
L'Union Nationale des Compagnies Aériennes Françaises (UNCAF) assure la représentation et la défense des compagnies aériennes françaises et est totalement indépendant. L'UNCAF, seule organisation composée de 100 % de compagnies aériennes, a la compétence interne avec ses experts pour tous les sujets dans l'aérien, qu'ils soient techniques, règlementaires ou juridiques pour soutenir ses membres.
Autres organisations patronales :
- Union des entreprises de proximité (U2P)
- Union nationale des professions libérales (UNAPL)
- Fédération nationale des syndicats d'exploitants agricoles (FNSEA)
- Union des industries et métiers de la métallurgie (UIMM)
- Union des métiers et des industries de l'hôtellerie (UMIH)
- Conseil national des professions de l'automobile (CNPA)
- Fédération des auto-entrepreneurs (FDAE)
- Syndicat National des Espaces de Loisirs, d'Attractions et Culturels (SNELAC)
- Syntec
- Syndicat des Indépendants et des TPE (SDI)

### Italie
La Confindustria est l'un des piliers de la politique de concertation sociale avec les syndicats. L'organisation patronale est par ailleurs propriétaire du Sole 24 Ore, le principal quotidien économique du pays qui exerce une influence politique réelle. L'association est membre de BusinessEurope.
En parallèle d'une représentation sectorielle, le patronat italien est aussi structuré en unions provinciales où domine l'association lombarde :
- Confederazione italiana della piccola e media industria privata (CONFAPI)
- Confederazione Nazionale Coltivatori Diretti (Coldiretti)
- Confederazione Generale dell'Agricoltura Italiana (Confagricoltura)
- Confcommercio
- Confesercenti
- Confartigianato
- Legacop
- Associazione Generale Cooperative Italiane (AGCI)
- Confederazione Cooperative Italiane (Confcooperative)[6]

### Luxembourg
Créée en 2000, l'Union des entreprises luxembourgeoises (UEL) rassemble l'ensemble des organisations patronales et des chambres professionnelles du Luxembourg à l'exception du secteur agricole.
Autres organisations patronales :
- Fédération des Industriels luxembourgeois (FEDIL), membre de BusinessEurope
- l'Association des Banques et Banquiers du Luxembourg
- l'Association des Compagnies d’Assurances
- la Confédération du Commerce Luxembourgeois
- la Fédération des Artisans
- la Fédération Nationale des Hôteliers, Restaurateurs et Cafetiers
- Chambre de commerce
- Chambre des Métiers

### Pologne
- Polish Confederation Lewiatan

### Portugal
- Confederação da Indústria Portuguesa

### Roumanie
- Concordia

### Royaume-Uni
Fondée en 1965, la Confederation of British Industry (CBI) est de la plus importante organisation patronale britannique. L'adhésion se fait au niveau de l'entreprise, sans relais de branche ou de fédération. Le président est choisi tous les deux ans. Traditionnellement proche des conservateurs, la CBI s'est rapproché du New Labour de Tony Blair à la fin des années 1990, notamment en raison de l'opposition des tories à l'Euro.
D'autres organisations patronales concurrentes à la CBI ou représentant des secteurs spécifiques de l'économie britannique sont également actives dans le pays :
- Institute of Directors (IoD)
- Make UK (ex-Engineering Employers' Federation, EEF)
- techUK

### Suisse
Trois organisations patronales (également dites « faîtières ») sont reconnues au niveau fédéral :
- L'Union patronale suisse
- L'Union suisse des arts et métiers
- Économiesuisse

Il existe une répartition des tâches entre ces trois associations.
L’Union patronale suisse est une porte-parole des intérêts patronat suisse, au sein du monde économique et politique, ainsi que du grand public. Elle contribue à la négociation de conditions-cadre de la place économique suisse et à la réalisation d’une économie de marché libérale et sociale. Celle-ci regroupe quelque 80 associations patronales régionales et sectorielles, de même qu’un certain nombre d’entreprises individuelles.
L'Union suisse des arts et métiers représente les petites et moyennes entreprises et défend leurs intérêts dans le débat public.
Née le 15 septembre 2000 de la fusion de l'Union suisse du commerce et de l'industrie avec la Société pour le développement de l'économie suisse, Économiesuisse se donne pour objectif de promouvoir des conditions-cadre optimales pour les entreprises suisses de toutes tailles et le maintien de la liberté d'entreprise

### Union européenne
- BusinessEurope

## Amérique du Nord

### Canada

#### Québec
- Conseil du Patronat du Québec
- Association des Restaurateurs du Québec
- Corporation des maîtres électriciens du Québec
- Corporation des Concessionnaires Automobiles du Québec[7].

### États-Unis
- National Association of Manufacturers (NAM)

## Afrique

### Algérie
- Confédération algérienne du patronat citoyen (CAPC) a été créée en octobre 2000 sous le nom de Forum des chefs d'entreprise (FCE) pour représenter le patronat algérien. L'organisation a changé son nom en juillet 2020[8].

- Confédération générale des entreprises algériennes (CGEA). En avril 2022, Saïda Neghza est mentionnée comme présidente[9].

- Conseil du renouveau économique algérien (CREA). En avril 2022, Kamel Moula est mentionné comme président[9].

- Confédération nationale du patronat algérien (CNPA). En avril 2022, elle est présidée par Saïd Naït Abdelaziz[10]. En octobre 2024, cette confédération  adhère au Conseil du renouveau économique algérien (CREA)[11].

### Maroc
- Confédération générale des entreprises du Maroc (CEGEM)

### République Démocratique du Congo
- Fédération des entreprises du Congo

### République du Congo
- Union patronale et interprofessionnelle du Congo (Unicongo)

### Tunisie
- Union tunisienne de l'industrie, du commerce et de l'artisanat (UTICA)

## Asie

### Japon
- Keidanren